# Tercio Viejo de Sicilia

Escudo del Regimiento de Infantería "Tercio Viejo de Sicilia" N.º 67, con cartelas que reúnen las campañas realizadas por Tercio Viejo de Sicilia y los regimientos que le han sucedido.

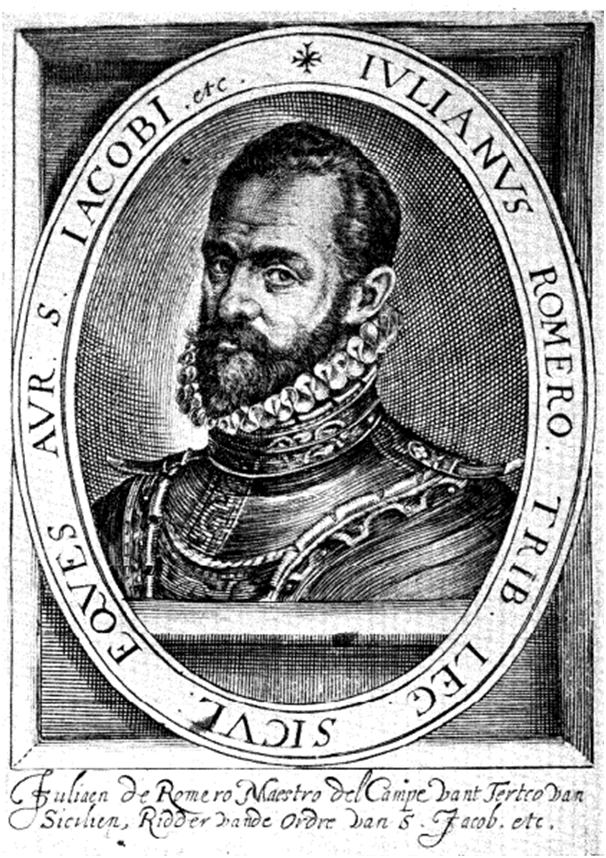
Julián Romero, maestre de campo del Tercio Viejo de Sicilia, caballero de Santiago.

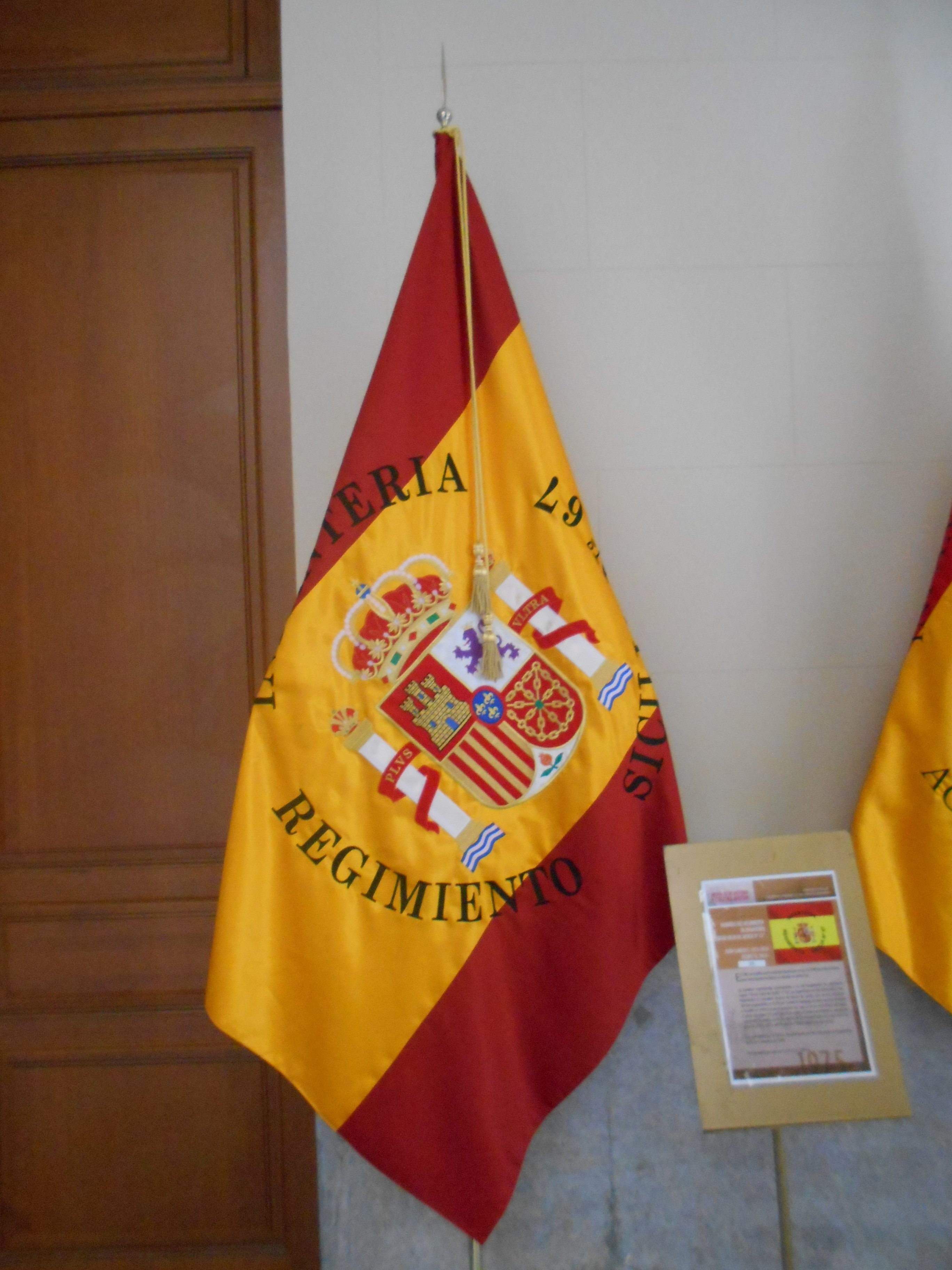
Réplica de la Bandera del Regimiento de Infantería Tercio Viejo de Sicilia n.º 67

El Tercio Viejo de Sicilia es uno de los tercios viejos que fueron creados por orden del Emperador Carlos V (Carlos I de España) en sus ordenanzas de 1535 y 1536, donde se crearon los tres primeros tercios, entre ellos el Tercio de Sicilia. Desde el siglo XVIII el Ejército de Tierra ha mantenido la tradición de este Tercio en uno de sus regimientos.
El objetivo con ello era proteger las posiciones españolas de posibles ataques enemigos en Italia.
El Tercio Viejo de Sicilia recibe el nombre de "viejo" por ser uno de los tres primeros tercios en crearse, inicialmente contó con doce Compañías (de 150 a 200 hombres cada una). El Tercio Viejo estaba disperso por toda la isla de Sicilia, así como en varios destacamento en Calabria y en la Marina de Catanzaro.
Su primera misión consistió en una expedición para ocupar La Goleta, entonces bajo dominio otomano, objetivo que pudo realizar satisfactoriamente. Entre 1542 y 1544 se enfrentó a Francia en el Piamonte y desde 1550 realizó varias campañas en contra de los turcos hasta el año 1571, cuando la escuadra otomana fue derrotada en la Batalla de Lepanto, en la que el Tercio Viejo también participó.
Entre 1571 y 1588, el Tercio de Sicilia luchó en Flandes contra el príncipe Guillermo de Orange, en Túnez (de nuevo frente a los turcos) y, en el año 1580, varias Compañías sueltas, en la conquista de Portugal. En 1588, el Tercio de Sicilia tuvo que enfrentarse a la pérdida de un elevado número de hombres que naufragaron durante el frustrado intento de invasión de Inglaterra con la Gran Armada(Armada   Invencible o también Spanish Armada)
A comienzos del siglo XVII, la unidad pasó  a ser conocida como Tercio Fijo de Sicilia, ya que, aunque intervino en varias campañas frente a los otomanos y Francia, se mantuvo en la isla de la que le adoptó su nombre. En la segunda mitad de aquel siglo participó en un nuevo conflicto frente a Francia y se le encomendó sofocar las insurrecciones de Cerdeña en 1669 y Mesina 1673.
Sus tradiciones son mantenidas por el Regimiento de Infantería Tercio Viejo de Sicilia N.º 67.

## Trayectoria como regimiento
En 1705 el Tercio se reorganizó en tres unidades y dos años después se convirtió en un regimiento integrado por dos batallones. En 1715, ante la necesidad de agrupar los dos batallones mencionados, se llevó a cabo una reforma en que se estableció un segundo batallón de Sicilia con los restos de los regimientos “África”, “Vilches” y “Écija” y se modificó su denominación por la de Regimiento de África. 
En 1719 el Regimiento fue trasladado como guarnición a Pamplona, pasando posteriormente por Ceuta, Barcelona, Islas Baleares, de nuevo Barcelona, Cartagena, Madrid, Zaragoza, Pamplona y San Sebastián, Zamora, Santander y La Coruña. Durante el siglo XVIII destacaron las campañas realizadas en Italia, Portugal, colonias americanas y en el norte de África. Durante el siglo XVIII el regimiento sufrió tres naufragios que diezmaron a sus componentes, y en 1802 se produjo el último de ellos frente a las costas de Galicia. 
Durante la Guerra de la Independencia destacó su participación en las batallas de Bailén y Tudela (1808), Talavera (1809), Ocaña (1810), Chiclana y Sagunto (1811).
En 1837 intervino en la Primera Guerra Carlista (batalla de Huesca) y posteriormentte en África en las batallas de Tetuán y Wad-Ras. En 1873, durante la tercera guerra carlista combatió en Puente la Reina, Montejurra y Velabieta.
En 1893 recuperó su denominación original, pasando a llamarse Regimiento de Infantería “Sicilia” n.º 7, por una Real Orden firmada en San Sebastián. En 1895 desplegó al Primer Batallón en la Gran Antilla, la Isla de Cuba. Obtuvo la Laureada de San Fernando el Sargento  Víctor Hortigüela Carrillo, que finalizó la campaña con el empleo de Teniente. Curiosidad: este Regimiento participó el la última batalla del 98. Durante el armisticio de 14 de agosto con los EE. UU. El 16 y 17 de agosto tuvo lugar la batallas en Auras, Holguín. Entre el General español Luque y Calixto García por los insurgentes. Que desconocían la vigencia del armisticio.   
En 1921 participó en la guerra de Marruecos con dos batallones, logrando la toma de Tazarut y Harcha. En aquel año el Regimiento fue trasladado al Cuartel “Infanta Mercedes” situado en San Sebastián. En mayo de 1931, un mes después de la proclamación de la II República, el regimiento se convirtió en Batallón de Montaña y fue enviado a Pamplona. Antes de la Guerra Civil se modificó varias veces su denominación, siendo en 1936 la de Batallón de Montaña Sicilia n.º 8.

## Situación actual
Finalizada la contienda, continuaron los cambios en su organización y nombre hasta que, en 1966, pasó a ser denominado Regimiento de Infantería de Montaña Sicilia n.º 67, con Batallones en San Sebastián e Irún. Posteriormente se denomina Regimiento de Cazadores de montaña Tercio Viejo de Sicilia, quedando encuadrado en la División de Montaña n.º 5, y en 1994, con motivo del 450 aniversario de su creación, recuperó su denominación tradicional de Regimiento de Infantería Ligera “Tercio Viejo Sicilia“ n.º 67. En 1996, pasa a formar parte de las Fuerzas Movilizables de la Defensa. 
Hasta los últimos días del año 2015 este Regimiento estuvo encuadrado en la disuelta Brigada de Infantería Ligera «San Marcial» V (BRIL V), pasando a depender de la Brigada «Extremadura» XI perteneciente a División «San Marcial» como Regimiento de Infantería “Tercio Viejo Sicilia“ n.º 67 al contar con un batallón de infantería motorizada. Años más tarde, la Brigada Extremadura XI  se encuadra dentro de la División "Castillejos" hasta el día de hoy, 2023. El Regimiento permanece en el Acuartelamiento de Loyola situado en la ciudad de San Sebastián. En los últimos años ha formado parte, aportando pequeñas unidades o con personal individual, a las misiones internacionales con participación española realizadas en Bosnia Herzegovina, Líbano, Kosovo, Irak y Afganistán.

### Composición actual
- Regimiento de Infantería Ligera N.º 67 "Tercio Viejo de Sicilia"
  - Mando
  - Plana Mayor
  -  Batallón de Infantería Motorizada "Legazpi" I/67.[1]